# Борец восточный
Боре́ц восто́чный (лат. Aconitum orientale) — многолетнее травянистое растение, вид рода Борец (Aconitum) семейства Лютиковые (Ranunculaceae).

## Распространение и экология
Ареал вида охватывает Турцию, Азербайджан и Северный Кавказ.
Произрастает по сырым лужайкам в горно-лесном и субальпийском поясе.

## Ботаническое описание
Стебель высотой до 2 м, прямой, крепкий, слегка ребристый, голый, в нижней части толщиной до 8 мм.
Прикорневые листья длиной до 10—15 см, шириной до 20 см, пальчато пяти—семираздельные, с широкими клиновидными долями, из которых каждая делится на 3 дольки, на длинных (до 20 см) черешках. Стеблевые лисья по форме напоминают прикорневые.
Соцветие — плотная, многоцветковая верхушечная кисть, в нижней части ветвистая. Цветки белые, желтоватые, реже бледно-фиолетовые, на коротких, согнутых цветоножках с двумя прицветничками. Шлем узкий, конически-цилиндрический, высотой 15—26 мм, шириной в верхней части 2—3 мм, в средней — 4—5 мм и 10—14 мм на уровне выдающегося вперед носика. Боковые доли околоцветника округло-треугольные, длиной 6—10 мм, шириной 7—10 мм; нижние доли околоцветника неравные, длиной 6—10 мм, шириной, соответственно, 2—3 и 4—5 мм. Нектарник с очень тонким, почти кольцеобразно загнутым шпорцем и небольшой выемчатой губой; тычинки голые, с середины вдруг расширенные или с зубцом с каждой стороны; завязи ы числе трёх, голые, реже опушённые.
Плоды чёрные.

## Значение и применение
Скотом не поедается. Соцветия и плоды в небольших количествах поедаются козами. При подкашивании не отрастает или отрастает плохо. На выпас, особенно на сырых местах реагирует отрицательно. По наблюдениям в Кабардино-Балкарии поедается западнокавказским туром (Capra caucasica).
Корни использовали для отравления крыс и мышей.

## Таксономия
Вид Борец восточный входит в род Борец (Aconitum) трибы Живокостные (Delphinieae) подсемейства Лютиковые (Ranunculoideae) семейства Лютиковые (Ranunculaceae) порядка Лютикоцветные (Ranunculales).
|  |                       |  |                                               |                                               |                                         |  | ещё четыре подсемейства (согласно Системе APG II) | ещё четыре подсемейства (согласно Системе APG II) |                                           |  |  |  | ещё 2 рода              | ещё 2 рода          |  |  |
|  |                       |  |                                               |                                               |                                         |  | ещё четыре подсемейства (согласно Системе APG II) | ещё четыре подсемейства (согласно Системе APG II) |                                           |  |  |  | ещё 2 рода              | ещё 2 рода          |  |  |
|  |                       |  |                                               | семейство Лютиковые                           |                                         |  |                                                   |                                                   | триба Живокостные                         |  |  |  |                         | вид Борец восточный |  |  |
|  |                       |  |                                               | семейство Лютиковые                           |                                         |  |                                                   |                                                   | триба Живокостные                         |  |  |  |                         | вид Борец восточный |  |  |
|  | порядок Лютикоцветные |  |                                               |                                               | подсемейство Лютиковые (Ranunculoideae) |  |                                                   |                                                   | род Борец, или Аконит                     |  |  |  |                         |                     |  |  |
|  | порядок Лютикоцветные |  |                                               |                                               |                                         |  |                                                   |                                                   |                                           |  |  |  |                         |                     |  |  |
|  |                       |  | ещё десять семейств (согласно Системе APG II) | ещё десять семейств (согласно Системе APG II) |                                         |  |                                                   | ещё восемь триб (согласно Системе APG II)         | ещё восемь триб (согласно Системе APG II) |  |  |  | ещё от 250 до 300 видов |                     |  |  |
|  |                       |  |                                               | ещё десять семейств (согласно Системе APG II) |                                         |  |                                                   |                                                   | ещё восемь триб (согласно Системе APG II) |  |  |  |                         |                     |  |  |